# Kim Källström
Kim Källström (* 24. srpna 1982, Sandviken) je bývalý švédský fotbalový záložník.

## Klubová kariéra
Källström ve své zemi oblékal dresy týmů BK Häcken a Djurgårdens IF. V sezóně 2003/2004 odešel do francouzského Stade Rennais FC, z něhož následně zamířil do Olympique Lyon. V roce 2012 se stal hráčem Spartaku Moskva. V posledním dnu přestupového období 31. ledna 2014 se dohodlo hostování hráče ze Spartaku Moskva do anglického Arsenalu. O sezónu později se vrátil do Ruska, aniž by se v Premier League výrazněji prosadil kvůli zraněním, a následně se po vypršení smlouvy v roce 2015 upsal curyšským "kobylkám", týmu Grasshopper Curych.

## Reprezentační kariéra
Zúčastnil se EURA 2004 v Portugalsku, mistrovství světa 2006 v Německu, EURA 2008 v Rakousku a Švýcarsku a EURA 2012 v Polsku a na Ukrajině.

## Úspěchy
- 2× vítěz Allsvenskan (2002, 2003) - Djurgårdens IF
- 1× vítěz švédského poháru (2002) - Djurgårdens IF
- 2× mistr Francie (2006/07, 2007/08) - Olympique Lyonnais
- 1× vítěz francouzského poháru (2008) - Olympique Lyonnais